# Emilio Vaisse

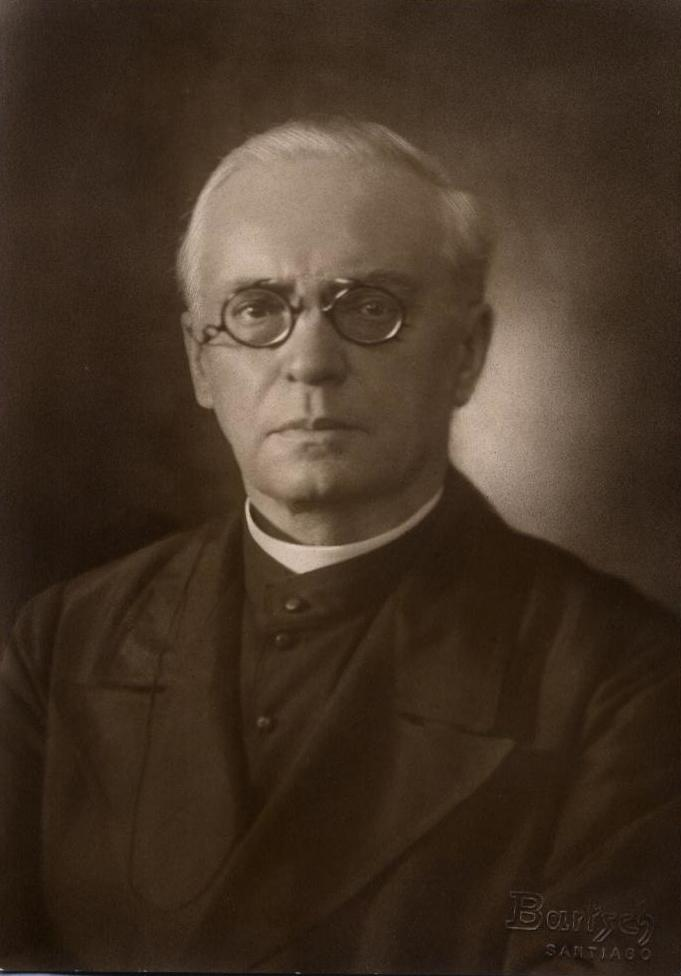
Emilio Vaisse.

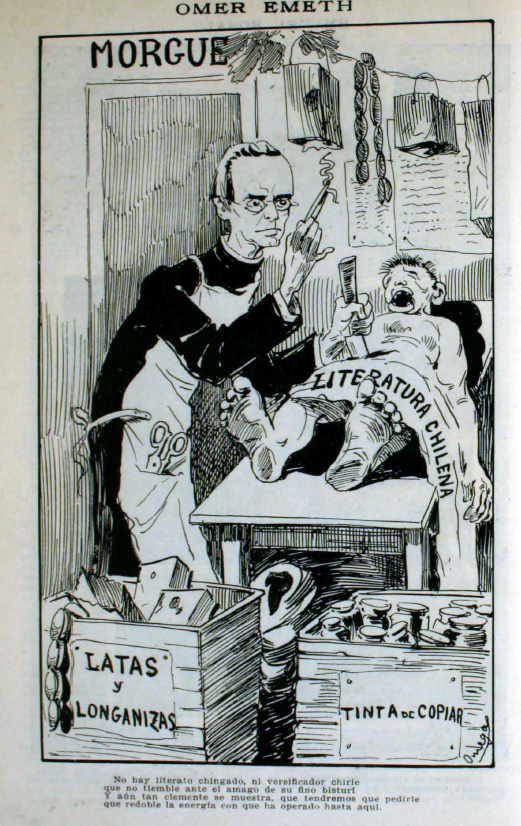
Caricatura de Emilio Vaisse (1910).

Emilio Vaïsse Houlés -usaba el seudónimo de Omer Emeth como crítico literario- (Castres-sur-l'Agout en Tarn, Languedoc, Francia, 31 de diciembre de 1860 - Santiago, Chile, 27 de septiembre de 1935). Sacerdote, crítico literario, ensayista y profesor chileno de origen francés.

## Biografía
Omer Emeth nació bajo el nombre de Emilio Vaïsse Houlés, el 31 de diciembre de 1860 en un pequeño pueblo del Languedoc, en el sur de Francia. Estudió en los seminarios de Castres y de los Padres Lazaristas de París, donde se ordenó sacerdote en 1884; Fue enviado como misionero a América en 1886. Residirá en Chile y Perú. Tras una estadía como párroco en Valparaíso, permaneció tres años en San Pedro de Atacama, donde se dedicó a profundizar sus estudios en lenguas clásicas, comenzar la elaboración de un diccionario latino-hebraico y, en colaboración con Félix Hoyos y Aníbal Echeverría y Reyes, componer un glosario de la lengua atacameña o cunza.
Después de diversos viajes, Vaïsse llegó al Hospital de San Vicente de Paul, en Santiago, donde trabajó hasta 1912. Allí conoció a un estudiante de medicina, Carlos Fernández, quien lo impulsó a dictar una conferencia sobre la Biblia y la ciencia en el Ateneo de Santiago, la que fue publicada fragmentariamente por El Mercurio. El director de este periódico, entusiasmado con dichos fragmentos, convocó a Emilio Vaïsse para que se incorporara permanentemente a la redacción del diario. El resultado de esto fue el nacimiento de Omer Emeth ("el que dice la verdad", en hebreo), el 8 de diciembre de 1906, quien escribió artículos y crónicas de diferente índole, que pronto desembocaron en la disciplina por la que hoy es recordado: la crítica literaria. Su Crónica bibliográfica semanal fue la primera sección permanente que un diario dedicó a orientar al público lector, además de convertirse en un referente obligado y riguroso del acontecer literario nacional por más de 30 años. Mientras desarrolló esta actividad, publicó su única creación literaria Recuerdos del Norte i El derrotero del cenizal: cuento minero (1908). Una completa bibliografía de todos sus textos puede ser encontrada en Presencia de Omer Emeth en la literatura chilena y su magisterio crítico, de Marina Yutronic Cruz, con prólogo de Alone. Además, se encuentran reunidos muchos de sus artículos en Estudios críticos de literatura chilena.
Otro aspecto importante de Emilio Vaïsse fueron sus labores en la Biblioteca Nacional de Chile, institución a la que ingresó en 1912. Allí creó la Revista de bibliografía chilena y extranjera y proyectó la Bibliografía general de Chile, de la cual sólo alcanzó a publicar el primer tomo de un diccionario de autores y obras.
Interesado como estaba en la educación, enseñó latín en el Instituto Nacional, el Liceo de Aplicación e impartió numerosos cursos en la Universidad Católica, donde fue nombrado profesor honorario y miembro perpetuo de la Facultad de Filosofía y Humanidades. Entre sus alumnos se contará José Santos González Vera quien le dedicará un capítulo en su libro "Cuando era muchacho"
Fue condecorado con la Orden al Mérito por el gobierno chileno, y con la de Caballero de la legión de Honor por el gobierno francés. Una calle en Ñuñoa lleva hoy su nombre. 
Emilio Vaïsse viajó a su tierra natal en 1930 y regresó a Chile cuatro años más tarde. Murió en Santiago, el 27 de septiembre de 1935.

## Obras
- Diccionario latino-hebraico
- Recuerdos del Norte i El derrotero del cenizal: cuento minero (1908). (Título con la ortografía de Bello)
- Glosario de la lengua atacameña o cunza.